# صالح العريضي
صالح العريضي (5 فبراير 1957 - 10 سبتمبر 2008)، سياسي لبناني وقيادي من مؤسسي الحزب الديمقراطي اللبناني الذي يرأسه الأمير طلال ارسلان، والده العلامة الشيخ أبو صالح فرحان العريضي من كبار مشايخ الهيئة الروحية لطائفة الموحدين الدروز. يعتبر صالح العريضي والأمير طلال منقذا الجبل ولبنان من الحرب الاهلية في عام 2008. العريضي اغتيل في انفجار سيارة مفخخة بالقرب من منزله في قريته بيصور، وتقع في عاليه محافظة جبل لبنان.

## حياته السياسية
كان العريضي على علاقة سياسية وثيقة مع سوريا ومع المقاومة اللبنانية ومن أبرز أركان المقاومة الشعبية منذ عام 1982 ومن أهم مستشاري وليد جنبلاط رئيس الحزب التقدمي الاشتراكي إبان الحرب الاهلية أصبح فيما بعد اليد اليمنى والمستشار الأقرب من طلال ارسلان، رئيس الحزب الديمقراطي اللبناني والعقل المدبر داخل الحزب. ساعد العريضي على حل الخلافات داخل الطائفة الدرزية اللبنانية خلال أحداث ايار 2008 في لبنان، وخاصة بين طلال ارسلان ووليد جنبلاط، كان العريضي أيضا يحاول التوفيق بين الأحزاب اللبنانية، وسيط رئيسي بين الجانبين، ساعد في التوسط لانهاء القتال بين حزب الله ورجال جنبلاط في المنطقة في ايار 2008 .

## الاغتيال
وقع الاغتيال أمام منزله في بلدته بيصور قضاء عاليه في انفجار اسفر عن وقوع 6 جرحى، وقد كان موقف تاريخي لوالده الشيخ أبو صالح فرحان العريضي حيث قال في لحظة الجريمة:«إذا ما أتى غريمنا إلينا في هذه اللحظة وقال أنا من قتل صالح فإنني أسامحه ولن أقبل بمسه». وأقيم تشييع حاشد للعريضي في 12 سبتمبر 2008 حضره كافة الأطراف اللبنانية باختلاف انتماءتها، وسماه الرئيس اللبناني ميشال سليمان ب«شهيد الوحدة الوطنية». وري الشهيد الثرى في مدافن البلدة.

### المواقف وردود الفعل
قالت وزارة الخارجية السورية: «سوريا تدين بشدة العمل الإجرامي والإرهابي الذي أودى بحياة الشيخ صالح العريضي، سوريا مقتنعة بأن مثل هذه الجرائم التي تستهدف الأمن والاستقرار في لبنان لن تتمكن من تحقيق أهدافها».
- الولايات المتحدة: المتحدث باسم وزارة الخارجية في الولايات المتحدة شون ماكورماك Sean McCormak أدان الاغتيال واضاف: " الولايات المتحدة تشعر بقلق بالغ بشان احداث العنف الاخيرة في لبنان، ودعمنا للحكومة اللبنانية ومؤسساتها الديمقراطية ثابت لا يتزعزع." هذا الدعم هو انعكاس لالتزامنا الذي لا يتزعزع للشعب اللبناني، ونأمل بتغيير ديمقراطي وازدهار اقتصادي ".
- الاتحاد الأوروبي: أدان الاتحاد الأوروبي اغتيال صالح العريضي عضو المكتب السياسي للحزب الديمقراطي اللبناني وأكد على استعداده تقديم المساعدة حتى يتم تقديم مرتكبي الأحداث الإرهابية للعدالة. وحث الاتحاد في بيان صادر عن وزارة الخارجية في فرنسا جميع الأطراف المعنية على مواصلة العملية التي بدأت باتفاق الدوحة لإنهاء الأزمة السياسية المستحكمة في لبنان.

## وصلات ومراجع خارجية
BBC ARABIC
aljazeera.net
Syria News
BBC Arabic 2
Russia Today
France 24